# Sächsische Neueste Nachrichten
Sächsische Neueste Nachrichten (SNN) war der Titel der vom 15. April 1952 bis zum 31. August 1990 in Dresden erschienenen Regionalzeitung der National-Demokratischen Partei Deutschlands (NDPD). Sie trug zuletzt den Untertitel Landeszeitung für Politik, Wirtschaft, Kultur, Sport und hatte ihren Leserkreis hauptsächlich in den drei sächsischen DDR-Bezirken Dresden, Leipzig und Karl-Marx-Stadt, aus denen 1990 größtenteils der Freistaat Sachsen gebildet wurde.
Das erste Exemplar der SNN wurde 1952 in der sächsischen Landeshauptstadt Dresden herausgegeben. Sie wurde vom Bezirksverband Dresden der  National-Demokratischen Partei Deutschlands herausgegeben. Der verantwortliche Redakteur war 1990 Michael Weichelt. Ab 1985 erschienen in den SNN auch Texte von Karl May.
Der Hauptsitz der Redaktion befand sich ab 1952 im Haus Antonstraße 8 in Dresden. Im Nachbargebäude Antonstraße 10 hatte die Lokalredaktion ihren Sitz. Angesichts der Fusion mit dem Tageblatt zog die Redaktion 1990 in dessen Sitz am Wettiner Platz 10.

## Nachfolgepublikation
Nach der von der Zeitung voll mitgetragenen politischen Wende in der DDR wurden die Sächsischen Neuesten Nachrichten Ende August 1990 eingestellt und zusammen mit dem Sächsischen Tageblatt in den neuen Titel Dresdner Neueste Nachrichten eingebracht. Diese mit täglich rund 32.000 Exemplaren drittgrößte Zeitung der Region wird von der Leipziger Verlags- und Druckereigesellschaft mbH & Co. KG herausgegeben, an der die zur SPD-Medienholding dd_vg zählende Verlagsgesellschaft Madsack und die Axel Springer AG bis 2009 die Hauptanteile hielten. Im  Februar 2009 hat die Axel Springer AG ihre Anteile an die Madsack Gruppe verkauft. Die Verlagsgesellschaft gibt auch die Leipziger Volkszeitung (LVZ) als einzige Lokalzeitung der Messestadt heraus.